# Universal binary

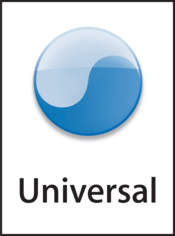
Logo używane do oznaczania aplikacji w formacie Universal

Universal binary – spreparowany plik wykonywalny działający na komputerach Macintosh o architekturach PowerPC i x86.
Technologia ta stworzona została z powodu przejścia Apple na procesory firmy Intel, ponieważ aplikacja napisana dla PowerPC nie zadziała na x86 i odwrotnie. Taki plik zawiera pliki wykonywalne dla wielu architektur.
Obecnie, od czasu całkowitego przejścia firmy na wariant 64-bitowy ten termin jest używany także dla plików działających na x86 i AMD64.